# Intento de golpe de Estado en Brasil de 2022-2023
El intento de golpe de Estado en Brasil en 2022-2023 fue una serie de acciones de miembros del gobierno de Jair Bolsonaro y miembros de las Fuerzas Armadas durante y después de las elecciones presidenciales de 2022. Su objetivo era subvertir el proceso de transición de poder al presidente electo Luiz Inácio Lula da Silva para mantener a Jair Bolsonaro en la presidencia, detener a figuras del poder judicial, como el ministro del Supremo Tribunal Federal, Alexandre de Moraes, y cerrar instituciones estatales, como el Congreso Nacional.  Los planes, las pruebas y los implicados en la planificación de un golpe de Estado fueron poco a poco revelados en las investigaciones realizadas por organismos públicos y la prensa en 2023 y 2024. 
Bolsonaro ha negado cualquier mala actuación de su parte y ha dicho que sufre «una persecución incesante».
Después de que los simpatizantes de Bolsonaro asaltaran el Congreso y la Corte Suprema de Justicia el 8 de enero de 2023, a más de 1400 personas se les presentaron cargos por su alegada participación en las manifestaciones. Valdemar Costa Neto, líder del Partido Liberal y tres allegados a Bolsonaro fueron arrestados el 8 de febrero de 2024.

## Contexto

### Desinformación sobre el sistema electoral
Las noticias falsas (o fake news) fueron un elemento de especial prominencia en las elecciones brasileñas de 2014, 2018 y 2022, respectivamente, usado desde muchos lados para con el objetivo de convencer o manipular a los electores y sus votos.

### Asalto a la Plaza de los Tres Poderes de Brasilia
El asalto a la Plaza de los Tres Poderes de Brasilia se produjo el 8 de enero de 2023, cuando partidarios del expresidente Jair Bolsonaro —denominados por la prensa y autoridades como «terroristas» y «criminales»— irrumpieron en la sede del Congreso, como protesta por la victoria de Lula da Silva en las elecciones generales de 2022. Veneziano Vital do Rêgo, presidente en funciones del Senado Federal, confirmó que los manifestantes irrumpieron en el Salón Verde de la Cámara de Diputados e intentaron invadir el Palacio de Planalto.
El ataque ocurrió una semana después de la toma de posesión de Lula y siguió a varias semanas de disturbios de los partidarios de Bolsonaro. Las fuerzas de seguridad brasileñas tardaron más de cinco horas en despejar los tres edificios de los alborotadores, lo que ocurrió a las 21:00 BRT (UTC−03:00). El asalto a los edificios gubernamentales provocó una rápida condena de los gobiernos de todo el mundo.

## Evidencia

### Borrador del golpe
El borrador de un decreto encontrado por la Policía Federal en la residencia de Anderson Torres durante una acción de allanamiento pasó a ser conocido como Minuta do golpe (borrador del golpe), documento en el que se plasma el plan para establecer un estado de defensa que anularía los resultados de las elecciones. El documento buscaba atribuir una serie de acusaciones al Tribunal Superior Electoral, como abuso de poder y sospechas.

#### Repercusión
La revelación del borrador causó una amplia repercusión en la política, la sociedad y el poder judicial brasileño, con varios juristas debatiendo la ilegalidad inherente a la existencia y posesión de tal documento, independientemente de su uso o éxito. El senador Randolfe Rodrigues pidió entonces la apertura de una investigación en el STF sobre el «intento de golpe de Estado».
Poco después de la cobertura mediática del borrador, Torres afirmó en sus redes sociales que «muy probablemente» se trataba de un documento que estaba destinado a ser desechado y triturado por el Ministerio de Justicia y Seguridad Pública. Según él, el borrador fue tomado sin su conocimiento y utilizado fuera de contexto, alimentando «narrativas falaces en mi contra». Los abogados de Anderson Torres, por su parte, propusieron una versión según la cual el borrador había sido entregado al exministro por una «persona popular». La narrativa es cuestionada por la evidencia de conocimiento interno contenida en el documento.
La defensa de Jair Bolsonaro solicitó la exclusión del documento del proceso sobre el intento de desacreditar el sistema electoral del expresidente, que se desarrolla en paralelo, derivado de un discurso contra el TSE pronunciado en una reunión con embajadores internacionales en 2022. La solicitud fue denegada, manteniéndose el documento como parte del proceso.
El 30 de junio de 2023, el Tribunal Superior Electoral formó mayoría para declarar a Jair Bolsonaro inelegible hasta 2030 por abuso de poder político y mal uso de los medios de comunicación durante esta reunión.

#### Investigación
La Policía Federal de Brasil llevó a cabo varios exámenes e investigaciones sobre el documento, buscando, entre otras cosas, rastrear su circulación entre las autoridades estatales. Según información ya recabada por los investigadores, el borrador llegó a manos de los asesores del expresidente, así como de miembros del comité de reelección. La policía realizó un análisis de las distintas huellas dactilares encontradas en el papel del documento, además, se intentó rastrear al impresor que originó el documento mediante técnicas de copiado de documentos, la pericia busca determinar especialmente si el borrador procede de un organismo público, dado que la técnica forense utilizada sólo es eficaz en el seguimiento de impresores medianos o grandes, y no es muy precisa en el caso de impresores domésticos.

#### Testimonios de Anderson Torres
En su declaración ante la Policía Federal el 2 de febrero de 2023, Anderson Torres intentó desacreditar el valor del borrador del golpe encontrado en su residencia, caracterizándolo como un documento «sin viabilidad jurídica», desechable, según él. Manifestó además que no fue él quien colocó el proyecto de decreto en una carpeta en el estante, creyendo que era su empleada doméstica quien estaba limpiando la casa. Torres reafirmó la versión de que él no había elaborado el documento y que no conocía al autor.
Respecto a la acusación de negligencia, o complicidad, con las manifestaciones golpistas que culminaron con el asalto de la Plaza de los Tres Poderes, el 8 de enero, Torres afirmó que había cumplido con todas las medidas de verificación y seguridad necesarias, guiándose por informes que no preveían la existencia de acciones radicales por parte de los bolsonaristas. Por su percepción de cumplimiento de las funciones asignadas, juzgó oportuno continuar el viaje con su familia hacia los Estados Unidos de América, donde permaneció en la misma ciudad que Jair Bolsonaro, con quien no había concertado destino y tenía ninguna reunión, según dijo.
Sobre el paradero de su teléfono, Torres afirmó haberlo apagado tras su detención, debido a la cantidad de llamadas que recibió, y perderlo poco después. En definitiva, dijo que no sabía dónde estaba, pero que no lo había dejado en Estados Unidos. Por otro lado, estuvo dispuesto a proporcionar la contraseña de su cuenta en la nube.

#### Audios de Ailton Gomes
Audios del 15 de diciembre de 2022, del exmayor y candidato del PL, Ailton Gomes, registran la orientación para presionar al entonces comandante del Ejército Freire Gomes para que haga «(...) lo que tenga que hacer», determinando para el plazo para una declaración de apoyo al golpe sería al día siguiente, de lo contrario, añadió, la declaración tendría que venir de Jair Bolsonaro.

#### Reuniones de Bolsonaro para discutir el golpe

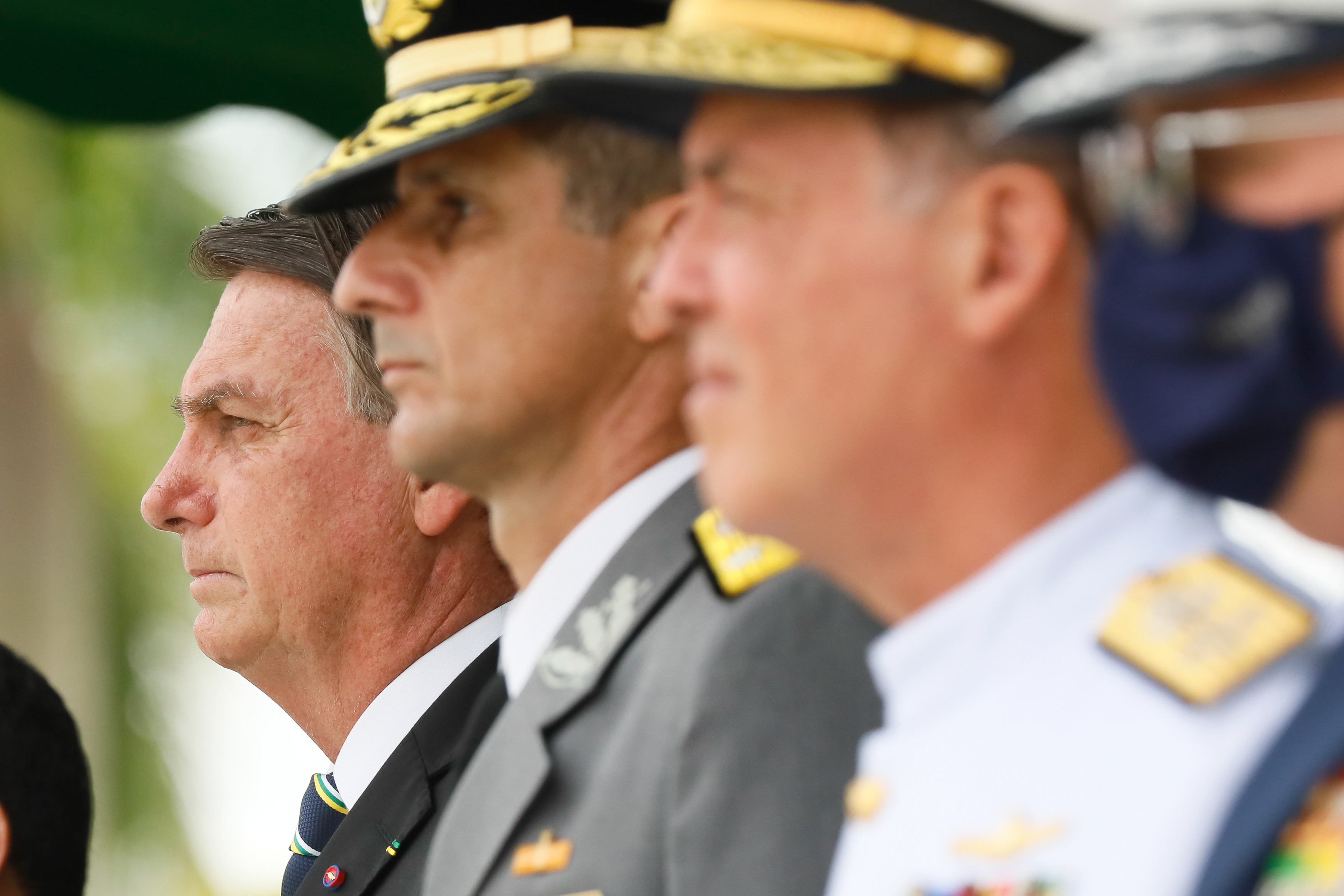
El presidente Jair Bolsonaro y autoridades militares en diciembre de 2020.

En un acuerdo de culpabilidad aprobado por el ministro Alexandre de Moraes, Mauro Cid afirmó que Jair Bolsonaro se reunió con los comandantes de las tres fuerzas armadas para verificar la posibilidad de realizar un golpe de Estado, cuyo borrador habría sido elaborado por sus asesores, con el propósito de impedir el cambio de gobierno. El borrador habría sido entregado por Filipe Martins, asesor para asuntos internacionales. El contenido preveía la detención de opositores políticos y del ministro Alexandre de Moraes.
El plan habría sido aceptado por el representante de la Armada, almirante Almir Garnier Santos. Sin embargo, el general Freire Gomes, del Ejército, se habría negado a participar, lo que motivó su retirada por su mayor número de efectivos. La defensa del expresidente calificó las declaraciones como calumniosas.     
Además de los militares, Cid habría dicho que Bolsonaro recibió, en reuniones en la meseta, a varias personas, con planes golpistas que implicaban, entre otras cosas, utilizar una interpretación errónea del artículo 142 de la Constitución Federal para encargar a las fuerzas armadas ejercer el poder moderador. Advertido de los riesgos, el entonces presidente habría asumido la mirada de tristeza que marcó su primera aparición pública tras el final de las elecciones.

### OperaciónTempus Veritatis
El 8 de febrero de 2024, la Policía Federal ejecutó treinta y tres órdenes de allanamiento e incautación y cuatro órdenes de detención preventiva en la Operación Tempus Veritatis («momento de la verdad», en latín). El exasesor especial de Bolsonaro, Filipe G., fue detenido. Martins, el coronel retirado Marcelo Câmara y el mayor Rafael Martins. Los objetivos de las medidas de búsqueda e incautación incluían al presidente del Partido Liberal (PL) Valdemar Costa Neto, los generales Braga Netto, Augusto Heleno y Paulo Sérgio Nogueira, el almirante Almir Garnier Santos, el exministro Anderson Torres y el propio Bolsonaro, que tenía su pasaporte confiscado. 
Al día siguiente, 9 de febrero de 2024, se hizo pública una reunión celebrada el 5 de julio de 2022 donde se grabó al entonces presidente Jair Bolsonaro instruyendo a los ministros sobre la necesidad de actuar antes de las elecciones para evitar una posible «guerrilla» en Brasil. El video, encontrado en la computadora de Mauro Cid, fue difundido por la periodista Bela Megale del diario O Globo. Bolsonaro supuestamente ordenó la difusión de información fraudulenta para intentar revertir la situación en la disputa electoral, alegando un supuesto fraude electoral que nunca fue probado. La reunión también contó con la participación de otros ministros, incluido el entonces ministro de Defensa, quien habría afirmado que el Tribunal Superior Electoral (TSE) era un «enemigo» del grupo bolsonarista. La grabación forma parte de una investigación sobre un intento de golpe de Estado que involucra a militares y exministros. 
Durante una reunión, el entonces ministro de Seguridad, el general Augusto Heleno, expresó su intención de intrar agentes en la Agencia Brasileña de Inteligencia (Abin) en las campañas electorales tanto de Bolsonaro como de su principal adversario, Luiz Inácio Lula de Silva. El general mencionó la importancia de actuar antes de las elecciones para evitar posibles reveses, utilizando términos como «invertir la situación» y destacando la necesidad de una acción decisiva antes de las elecciones. El presidente Bolsonaro interrumpió a Heleno cuando expresó su preocupación por las filtraciones y sugirió que este asunto se discutiera en una reunión privada.

## Personas involucradas
Los investigados son:
- El presidente Jair Bolsonaro
- Augusto Heleno Ribeiro Pereira
- Walter Souza Braga Netto
- El ministro de Defensa Paulo Sérgio Nogueira de Oliveira

### Anderson Torres

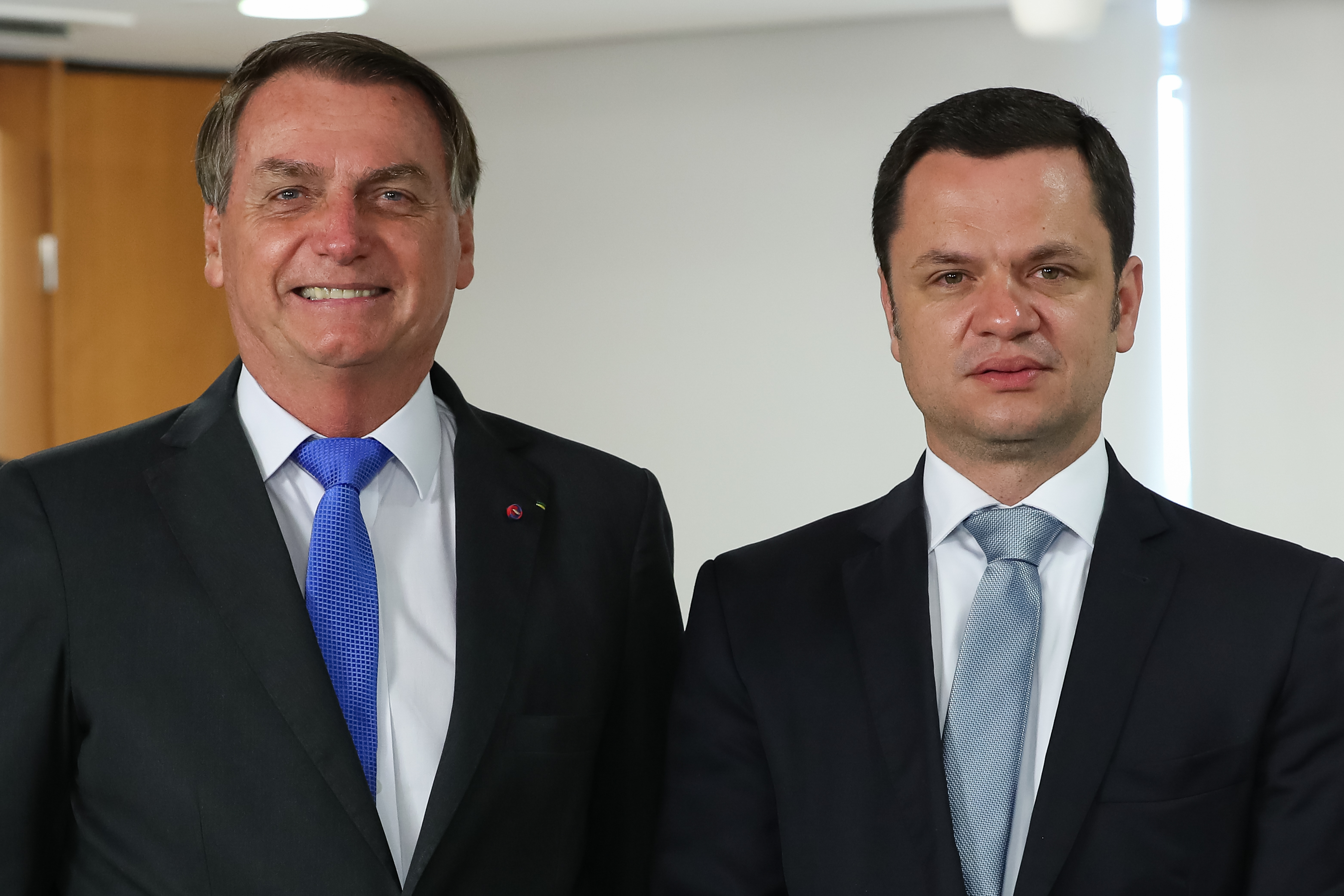
Jair Bolsonaro y Anderson Torres

El 8 de enero de 2023, Torres fue despedido de su cargo como secretario de Seguridad Pública del Distrito Federal de Brasilia tras el asalto al congreso brasileño. La Corte Suprema de Brasil también emitió una orden de arresto por presunta inacción y colusión con los manifestantes. Torres negó las acusaciones. El 14 de enero de 2023 fue arrestado tras su retorno a Brasilia.

### Mauro Cid

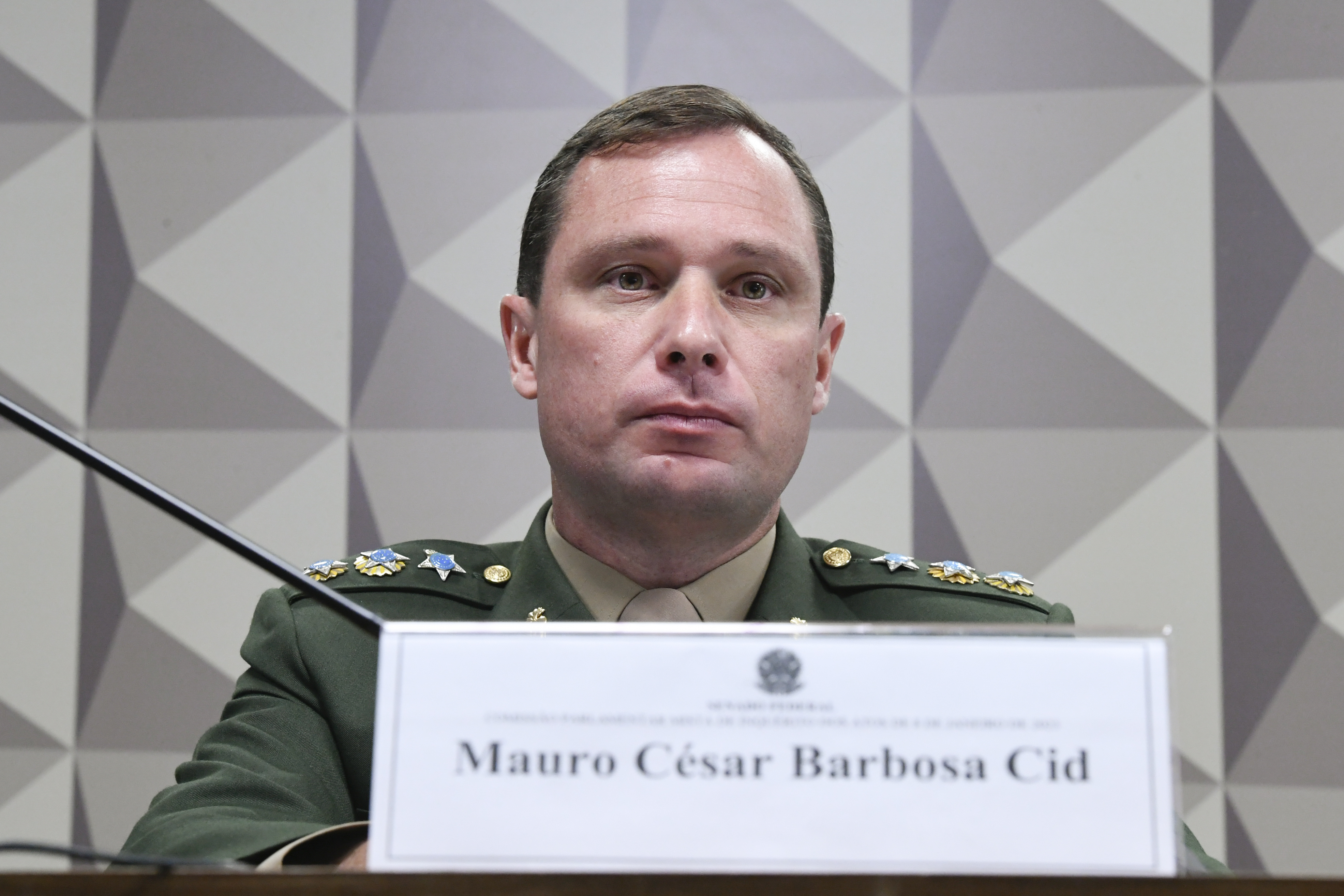
Mauro Cid durante su comparecencia ante la comisión parlamentaria que investiga los hechos.

Mauro César Barbosa Cid, conocido como Coronel Cid, ayudante de campo del expresidente Jair Bolsonaro, fue detenido preventivamente en el marco de la Operación Venire, por colaborar con la falsificación de datos de vacunación contra la COVID-19 en el sistema del Ministerio de Salud. La incautación de materiales de la casa de Mauro Cid también aceleró la investigación sobre su participación en el golpe de Estado, que reveló su colaboración con el exmayor Ailton Gomes en la planificación y reclutamiento de personal militar y civil para la causa golpista.

### Ailton Gomes
Gomes es abogado y exmayor del ejército brasileño. Fue candidato al cargo de diputado estatal por Río de Janeiro en 2022, por el Partido Liberal, y detenido en el marco de la Operación Venire, Ailton Gomes se proclamó «el 01 de Bolsonaro». Fue señalado como uno de los organizadores del intento de golpe de Estado tras la investigación del contenido del teléfono de Mauro Cid por parte de la Policía Federal. Gomes fue responsable de «incitar a grupos de manifestantes a adherirse a agendas antidemocráticas», según el texto de la institución. El informe policial también señala su proximidad a los líderes de las manifestaciones del 7 de septiembre de 2021.

### Elcio Franco
Coronel, exasesor de la Casa Civil y exnúmero dos del Ministerio de Salud. Fue acusado de participar en la trama criminal de falsificación de registros de vacunas investigada por la Policía Federal, que también reveló su colaboración con el teniente coronel Mauro Cid en la planificación de un golpe de Estado, en mensajes de audio donde Franco sugirió la movilización de 1500 hombres de las Fuerzas Armadas brasileñas para lanzar el golpe.
Mauro Cid y Elcio Franco intercambiaron información nominal sobre unidades militares y comandantes que podrían utilizar. También especularon sobre la posibilidad de utilizar el Batallón de Operaciones Especiales del Ejército para asesinar al entonces comandante Freire Gomes si no estaba dispuesto a apoyar el movimiento golpista.

### Carlos Bolsonaro
A principios de febrero, la policía allanó la residencia del hijo de Jair Bolsonaro, Carlos, durante una investigación por mal uso de la agencia de espionaje brasileña al haber espiado a oficiales y civiles opositores al gobierno, así como a miembros del poder judicial brasileño, así como diputados, senadores y otros políticos.

## Acciones

### Complicidad en los ataques de Brasilia en 2023
El exministro de Justicia Anderson Torres fue detenido por indicios de complicidad con las manifestaciones.